# Gran Premio Industria e Artigianato 2017
Il Gran Premio Industria e Artigianato 2017, cinquantesima edizione della corsa e quarantesima con questa denominazione, valevole come evento dell'UCI Europe Tour 2017 e della Ciclismo Cup 2017, di categoria 1.HC, si svolse il 5 marzo 2017 su un percorso di 199,2 km, con partenza e arrivo a Larciano, in Italia. La vittoria fu appannaggio del britannico Adam Yates, che completò il percorso in 4h51'00", precedendo l'ecuadoriano Richard Carapaz e il colombiano Rigoberto Urán.
Sul traguardo di Larciano 93 ciclisti, su 149 partenti dalla medesima località, portarono a termine la competizione.

## Squadre e corridori partecipanti
| N.    | Cod. | Squadra                         |
| ----- | ---- | ------------------------------- |
| 1-8   | CDT  | Cannondale-Drapac               |
| 11-18 | ITA  | Italia                          |
| 21-28 | ORS  | Orica-Scott                     |
| 31-38 | BRD  | Bardiani-CSF                    |
| 41-48 | KAT  | Team Katusha-Alpecin            |
| 51-57 | GAZ  | Gazprom-RusVelo                 |
| 61-68 | TBM  | Bahrain-Merida Pro Cycling Team |
| 71-78 | WIL  | Wilier Triestina-Selle Italia   |
| 81-88 | BOH  | Bora-Hansgrohe                  |
| 91-98 | TNN  | Team Novo Nordisk               |

| N.      | Cod. | Squadra                       |
| ------- | ---- | ----------------------------- |
| 101-108 | UAD  | UAE Team Emirates             |
| 111-118 | AND  | Androni Giocattoli-Sidermec   |
| 121-128 | MOV  | Movistar Team                 |
| 131-138 | NIP  | Nippo-Vini Fantini            |
| 141-148 | SAN  | Sangemini-MG.K Vis            |
| 151-158 | UNI  | Unieuro Trevigiani-Hemus 1896 |
| 161-168 | GME  | GM Europa Ovini               |
| 171-178 | CYC  | 0711/Cycling                  |
| 181-188 | AZT  | D'Amico-Utensilnord           |

## Ordine d'arrivo (Top 10)
| Pos. | Corridore          | Squadra          | Tempo    |
| ---- | ------------------ | ---------------- | -------- |
| 1    | Adam Yates         | Orica-Scott      | 4h51'00" |
| 2    | Richard Carapaz    | Movistar Team    | s.t.     |
| 3    | Rigoberto Urán     | Cannondale       | s.t.     |
| 4    | Mattia Cattaneo    | Androni          | a 3"     |
| 5    | Egan Bernal        | Androni          | s.t.     |
| 6    | Simon Clarke       | Cannondale       | a 5"     |
| 7    | Francesco Gavazzi  | Androni          | a 18"    |
| 8    | Filippo Pozzato    | Wilier Triestina | s.t.     |
| 9    | Paolo Totò         | Sangemini        | s.t.     |
| 10   | José Joaquín Rojas | Movistar Team    | s.t.     |